# صيدناني سونوما
صيدناني سونوما (الاسم العلمي: Tamias sonomae) (بالإنجليزية: Sonoma Chipmunk)‏ هو نوع من الحيوانات يتبع جنس الصيدناني من الفصيلة السنجابية.